# Obara Mitsushiro
Mitsushiro Obara (sinh ngày 16 tháng 8 năm 1976) là một cầu thủ bóng đá người Nhật Bản.

## Sự nghiệp câu lạc bộ
Mitsushiro Obara đã từng chơi cho Mito HollyHock và Ehime FC.